# 알리시아 민쉐우
알리시아 민쉐우(Alicia Minshew, 1974년 5월 28일~)는 미국의 배우, 영화배우이다.

## 영화
- 히트 앤 런어웨이(1999년)
- 올 마이 칠드런(1970년)
- 원 라이프 투 리브(1968년)